# Raimundo II (obispo de Palencia)
Raimundo II (m. 1183), llamado Raimundo de Minerva, fue un eclesiástico catalán y obispo de Palencia en el reino de Castilla desde 1148.

## Vida
El rey Sancho III de Castilla se refiere a él como su avunculus (tío), dando a entender que era hermano de la emperatriz Berenguela de Barcelona, también catalana. Por otra parte, su apellido «de Minerva» indica que probablemente procedía de una familia noble del Minervois, tal vez la misma familia que el conde Ponce de Minerva. Antes de ser elevado al episcopado, fue monje en la abadía de Cluny bajo el abad Pedro el Venerable. Su nombramiento en 1148 para la sede de Palencia se produjo probablemente a instancias de Berenguela. La emperatriz estaba de visita en Palencia en 1149 cuando falleció en 1149.
Tras la muerte de Alfonso VII en 1157, su imperio se dividió entre sus hijos: Sancho III se quedó con Castilla y Fernando II con León. Esta división provocó que la región alrededor de Palencia, la Tierra de Campos, en el oeste de Castilla, se convirtiera en una zona disputada. En este contexto, el papa Alejandro III envió una carta a Raimundo castigándole por «buscar la compañía de los caballeros más de lo que convenía a un hombre de tan alto cargo». Raimundo fue leal a Sancho III y, tras la muerte de éste en 1158, a su joven hijo, el rey Alfonso VIII. En 1177 fue enviado a Inglaterra para recoger a la novia de Alfonso VIII, Leonor Plantagenet.
Raimundo fue el último de una serie de obispos catalanes que se remonta más de un siglo a la restauración de la diócesis de Palencia en 1035, y siguió favoreciendo a los catalanes para los cargos. Un documento de 1162 muestra a varios clérigos con nombres catalanes: el diácono Bernardo Simón, los arcedianos Raimundo Arnaldi y Bernardo Pessun, el abad Berengario de Hermidas, el capellán episcopal Garnerio y el canciller diocesano Martín Ermengaudi. Raimundo no convocó ningún sínodo diocesano, ni viajó mucho por su diócesis, ni mostró gran interés por la restauración de iglesias, pero desarrolló el sistema de consejos y arcedianatos a través del cual se administraba la diócesis. También favoreció el desarrollo económico y la colonización de zonas despobladas. Durante su mandato llegaron a Palencia los primeros maestros universitarios (magistri). La escuela catedralicia desarrollada bajo Raimundo —que formó a hombres como Domingo de Caleruega, Pedro González Telmo y quizá Gonzalo de Berceo— se convirtió en la base de la Universidad de Palencia tras la muerte de Raimundo.